# جیمی کیمل
جیمز کریسشن «جیمی» کیمل (به انگلیسی: Jimmy Kimmel) (زاده ۱۳ نوامبر ۱۹۶۷) کمدین، صداپیشه، بازیگر، فیلم‌نامه‌نویس، تهیه‌کننده تلویزیونی، نوازنده، مجری و مجری رادیو آمریکایی است. او مجری و خالق جیمی کیمل لایو!، یک تاک شوی آخر وقت است که در شرکت پخش رسانه‌ای آمریکا پخش می‌شود. پیش از آن، کیمل بیش از همه به دلیل مجری‌گری د من شو کمدی سنترال و با بن استاین پول ببرید شناخته می‌شد.
جیمی کیمل، اجرای مراسم هشتادونهمین و نودمین دورهٔ جوایز سینمایی اسکار را بر عهده داشت.
این چهرهٔ تلویزیونی پیش از این اجرای چندین مراسم مهم از جمله جوایز امی در سال‌های ۲۰۱۲، ۲۰۱۶ و 2020 را بر عهده داشته و پنج بار نیز مجری مراسم جوایز موسیقی آمریکا بوده‌است.
او یکی از صمیمی‌ترین دوستان مت دیمون می‌باشد.

## زندگی‌نامه
جیمز کریسشن کیمل روز ۱۳ نوامبر ۱۹۶۷ در محله بروکلین نیویورک در خانواده‌ای کاتولیک به دنیا آمد. پدرش جیمز جوان کیمل، از مدیران شرکت IBM و مادرش از نسل ایتالیایی‌های مهاجر محله برانکس بود. از طرف پدری نسلش به آلمانی‌ها و خانواده «کومل» می‌رسد. در نه سالگی همراه خانواده اش به لاس وگاس، نوادا مهاجرت کرد. وی یک سال در دانشگاه نوادا، لاس وگاس و دو سال در دانشگاه ایالتی آریزونا تحصیل کرد ولی موفق به کسب مدرک دانشگاهی از هیچ‌کدام نشد. هر چند در سال ۲۰۱۳ میلادی، یک مدرک افتخاری از دانشگاه نوادا دریافت کرد.

## فعالیت حرفه‌ای

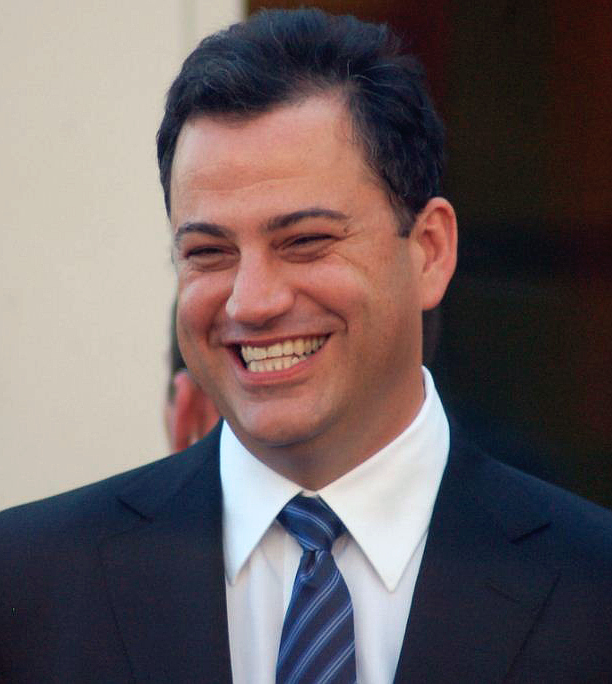
کیمل در سپتامبر ۲۰۱۲

او کار خودش را از رادیو آغاز کرد. بعد از آن که چند بار از شبکه‌های مختلف رادیویی اخراج شد، سال ۱۹۹۷ به عنوان زوج کمدین بن استاین در برنامه برنده پول بن استاین شوید شبکه کمدی سنترال حاضر شد تا اولین تجربه تلویزیونی خودش را کسب کند. او به همراه بن استاین، جایزه امی برای بهترین میزبان نمایش‌های مسابقه‌ای را بردند.
کیمل از ژانویه ۲۰۰۳ به شرکت پخش رسانه‌ای آمریکا رفت و برنامه خودش به نام جیمی کیمل لایو! را روی آنتن تلویزیون برد اما بر خلاف نام برنامه تا سال ۲۰۰۴، زنده روی آنتن نمی‌رفت.
جیمی کیمل خیلی از اوقات برنامه اش را با جمله ثابت «با عذرخواهی از مت دیمون، ما زمان نداریم!» به پایان می‌برد. این جمله به برنامه‌ای بر می‌گردد که در آن مت دیمون میهمان جیمی کیمل بود و در حالی که مت دیمون فقط لحظاتی روی صندلی نشسته بود، کیمل رو به دوربین گفت: «متأسفانه هیچ زمانی نداریم. با عذرخواهی از مت دیمون!» اگرچه به نظر می‌رسید دیمون از این موضوع کاملاً عصبانی شده‌است، اما ۱۷ دسامبر ۲۰۰۶، در مصاحبه‌ای با یواس‌ای ویکند، کیمل اعلام کرد که کل این ماجرا و عکس‌العمل مت دیمون، فقط یک شوخی بوده‌است.
او یک هفته مجری مهمان برنامه زنده با رجیس و کلی بود که به خاطر آن یک هفته کاری (از ۲۲ اکتبر تا ۲۶ اکتبر ۲۰۰۷) هر روز بین نیویورک و لس آنجلس در سفر بود. او در طول آن هفته ۲۲٬۴۰۶ مایل (۳۶٬۰۵۹ کیلومتر) مسافرت کرد و به عنوان دارنده رکورد طولانی‌ترین مسافرت در طول یک هفته کاری، نام خودش را در رکوردهای جهانی گینس ثبت کرد.
در ۲۳ سپتامبر ۲۰۱۲، او میزبان شصت و چهارمین جوایز امی ساعات پربیننده بود و در ۱۸ سپتامبر ۲۰۱۶، میزبان شصت و هشتمین جوایز امی ساعات پربیننده.
او همچنین در برنامه‌های تلویزیونی پرشمار دیگری از جمله برنامه آخر وقت با دیوید لترمن و شوی الن دی‌جنرس حضور داشته‌است.
او در مراسم نود و پنجمین دوره جوایز اسکار برای سومین بار مجری برنامه بود و با یک الاغ به روی صحنه آمد که با جنجال زیادی همراه شد.

## فیلم‌شناسی

### فیلم
| سال  | عنوان                                  | نقش                              | توضیحات          |
| ---- | -------------------------------------- | -------------------------------- | ---------------- |
| ۲۰۰۰ | پایین برای تو                          |                                  |                  |
| ۲۰۰۰ | سفر جاده‌ای (فیلم ۲۰۰۰)                 | Corky's Voice (voice)            |                  |
| ۲۰۰۲ | مثل مایک                               | Client in Commercial             | Uncredited       |
| ۲۰۰۳ | Windy City Heat                        | خودش                             | نویسنده          |
| ۲۰۰۴ | گارفیلد (فیلم)                         | Spanky (voice)                   | بدون اسم در فیلم |
| ۲۰۰۵ | اشراف (فیلم)                           | خودش                             | کامئو            |
| ۲۰۰۸ | پسر جهنمی ۲: ارتش طلایی                | خودش                             | کامئو            |
| ۲۰۱۲ | پروژه ایکس (فیلم ۲۰۱۲)                 | خودش                             | کامئو            |
| ۲۰۱۳ | اسمورف‌ها ۲                             | Passive Aggressive Smurf (voice) |                  |
| ۲۰۱۵ | آوازخوان حرفه‌ای ۲                      | Jimmy Kimmel Live Host           | کامئو            |
| ۲۰۱۵ | تد ۲                                   | خودش                             | کامئو            |
| ۲۰۱۶ | The Heyday of the Insensitive Bastards | Mr. Chipmunk                     | Post-production  |
| ۲۰۱۷ | بچه رئیس (فیلم ۲۰۱۷)                   | Father (voice)                   | In production    |

### تلویزیون
| سال           | عنوان                                   | نقش                                    | توضیحات                                          |
| ------------- | --------------------------------------- | -------------------------------------- | ------------------------------------------------ |
| ۱۹۹۷–۲۰۰۰     | برنده پول بن استاین شوید                | خودش (co-host)                         | 19 episodes                                      |
| ۱۹۹۹          | افسون‌شده                                | Host on TV                             | Episode: "The Painted World"                     |
| ۱۹۹۹–۲۰۰۳     | The Man Show                            | Various                                | 112 episodes                                     |
| ۲۰۰۱          | فامیلی گای                              | Death's Dog (voice)                    | Episode: "Mr. Saturday Knight"                   |
| ۲۰۰۲          | MADtv                                   | خودش، Jay Mattioli                     | Episode: "7.16"                                  |
| ۲۰۰۲–۰۵, ۲۰۰۷ | یانکی‌های کرنک                           | Various voices                         | 70 episodes; Creator, Executive Producer, writer |
| 2003–present  | جیمی کیمل زنده!                         | خودش (میزبان)                          | Creator, Executive Producer, writer              |
| ۲۰۰۳          | I'm with Her                            | خودش                                   | Episode: "The Second Date"                       |
| ۲۰۰۴          | دارودسته (مجموعه تلویزیونی)             | خودش                                   | Episode: "Talk Show"                             |
| ۲۰۰۴          | American Music Awards of 2004           | خودش (میزبان)                          | ویژه تلویزیونی                                   |
| ۲۰۰۵–۰۷       | The Andy Milonakis Show                 | خودش                                   | 22 episodes; Creator, Executive Producer, writer |
| ۲۰۰۵          | Comedy Central Roast of Pamela Anderson | خودش (میزبان)                          | ویژه تلویزیونی                                   |
| ۲۰۰۶          | American Music Awards of 2006           | خودش (میزبان)                          | ویژه تلویزیونی                                   |
| ۲۰۰۶          | مرغ ربات                                | Boss, Ryu, Lots of Laughs Bear (voice) | 2 episodes                                       |
| ۲۰۰۶          | Drawn Together                          | Old Man, Mrs. Ham, Various voices      | 2 episodes                                       |
| ۲۰۰۷          | Set for Life                            | خودش (میزبان)                          | اپیزود ۷                                         |
| ۲۰۰۷          | Comedy Central Roast of Flavor Flav     | خودش (roaster)                         | ویژه تلویزیونی                                   |
| ۲۰۰۷          | The Sarah Silverman Program             | Joan the Dispatcher                    | Episode: "Positively Negative"                   |
| ۲۰۰۷          | 2007 ESPY Awards                        | خودش (میزبان)                          | ویژه تلویزیونی                                   |
| ۲۰۰۷          | American Music Awards of 2007           | خودش (میزبان)                          | ویژه تلویزیونی                                   |
| ۲۰۰۸          | جوایز موسیقی آمریکا ۲۰۰۸                | خودش (میزبان)                          | ویژه تلویزیونی                                   |
| ۲۰۰۸          | Jimmy Kimmel's Big Night of Stars       | خودش (میزبان)                          | ویژه تلویزیونی                                   |
| ۲۰۱۰          | Glenn Martin, DDS                       | خودش (voice)                           | Episode: "Camp"                                  |
| ۲۰۱۱          | سسمی استریت                             | خودش                                   | Episode: "Siblings"                              |
| ۲۰۱۱          | Hot in Cleveland                        | خودش                                   | Episode: "I Love Lucci (Part 1)"                 |
| ۲۰۱۱          | The Soup                                | جوئل مک‌هیل                             | Episode: "8.72"                                  |
| ۲۰۱۲, ۲۰۱۵    | رسوایی (مجموعه تلویزیونی)               | خودش                                   | 2 episodes                                       |
| ۲۰۱۲          | White House Correspondents' Dinner      | خودش (میزبان)                          | ویژه تلویزیونی                                   |
| ۲۰۱۲          | شصت و چهارمین جوایز امی ساعات پربیننده  | خودش (میزبان)                          | ویژه تلویزیونی                                   |
| ۲۰۱۳          | Brody Stevens: Enjoy It!                | خودش                                   | Episode: "Brody Stevens, Who Are You?"           |
| ۲۰۱۴          | Tim & Eric's Bedtime Stories            | خودش                                   | Episode: "The Endorsement"                       |
| ۲۰۱۴          | The Middle                              | خودش                                   | Episode: "The Table"                             |
| ۲۰۱۴          | شارک تنک                                | خودش                                   | Episode: "Oilerie USA"                           |
| ۲۰۱۵          | بچلر                                    | خودش (میزبان)                          | Episode: "19.3"                                  |
| ۲۰۱۶          | The Real O'Neals                        | خودش                                   | Episode: "The Real Papaya"                       |
| ۲۰۱۶          | شصت و هشتمین جوایز امی ساعات پربیننده   | خودش (میزبان)                          | ویژه تلویزیونی                                   |
| ۲۰۱۷          | هشتاد و نهمین دوره جوایز اسکار          | خودش (میزبان)                          | ویژه تلویزیونی                                   |

### بازی‌های ویدئویی
| سال  | عنوان                 | نقش  | توضیحات                       |
| ---- | --------------------- | ---- | ----------------------------- |
| ۲۰۱۲ | ندای وظیفه: بلک اپس ۲ | خودش | Appeared on his own talk show |

## جوایز و نامزدی‌ها
| سال  | جایزه                                                                                             | کار نامزد شده                                                     | نتیجه    |
| ---- | ------------------------------------------------------------------------------------------------- | ----------------------------------------------------------------- | -------- |
| ۱۹۹۹ | Daytime Emmy Award for Outstanding Game Show Host                                                 | Win Ben Stein's Money                                             | برنده    |
| ۲۰۰۱ | Daytime Emmy Award for Outstanding Game Show Host                                                 | Win Ben Stein's Money                                             | نامزدشده |
| ۲۰۰۳ | Teen Choice Award for Choice TV: Late Night                                                       | جیمی کیمل زنده!                                                   | نامزدشده |
| ۲۰۰۴ | Teen Choice Award for Choice TV Show: Late Night                                                  | جیمی کیمل زنده!                                                   | نامزدشده |
| ۲۰۰۵ | People's Choice Award for Favorite Late Night Talk Show Host                                      | جیمی کیمل زنده!                                                   | نامزدشده |
| ۲۰۰۹ | Writers Guild of America Award for Comedy/Variety – Music, Awards, Tributes – Specials            | Jimmy Kimmel's Big Night of Stars                                 | نامزدشده |
| ۲۰۰۹ | Teen Choice Award for Choice TV: Late Night Show                                                  | جیمی کیمل زنده!                                                   | نامزدشده |
| ۲۰۱۱ | Writers Guild of America Award for Comedy/Variety – Music, Awards, Tributes – Specials            | جیمی کیمل زنده! for "Jimmy Kimmel Live: After the Academy Awards" | نامزدشده |
| ۲۰۱۱ | The Comedy Award for Late Night Comedy Series                                                     | جیمی کیمل زنده!                                                   | نامزدشده |
| ۲۰۱۱ | Critics' Choice Television Award for Best Talk Show                                               | جیمی کیمل زنده!                                                   | نامزدشده |
| ۲۰۱۲ | People's Choice Award for Favorite Late Night TV Host                                             | جیمی کیمل زنده!                                                   | نامزدشده |
| ۲۰۱۲ | Critics' Choice Television Award for Best Talk Show                                               | جیمی کیمل زنده!                                                   | نامزدشده |
| ۲۰۱۲ | Primetime Emmy Award for Outstanding Variety Series                                               | جیمی کیمل زنده!                                                   | نامزدشده |
| ۲۰۱۳ | People's Choice Award for Favorite Late Night TV Host                                             | جیمی کیمل زنده!                                                   | نامزدشده |
| ۲۰۱۳ | Writers Guild of America Award for Comedy/Variety (including talk) series                         | جیمی کیمل زنده!                                                   | نامزدشده |
| ۲۰۱۳ | Writers Guild of America Award for Comedy/Variety – Music, Awards, Tributes – Specials            | جیمی کیمل زنده! for "Jimmy Kimmel Live: After the Academy Awards" | نامزدشده |
| ۲۰۱۳ | Producers Guild of America Award for Outstanding Producer of Live Entertainment & Talk Television | جیمی کیمل زنده!                                                   | نامزدشده |
| ۲۰۱۳ | Hollywood Walk of Fame                                                                            | Hollywood Walk of Fame                                            | برنده    |
| ۲۰۱۳ | Critics' Choice Television Award for Best Talk Show                                               | جیمی کیمل زنده!                                                   | نامزدشده |
| ۲۰۱۳ | Primetime Emmy Award for Outstanding Variety Series                                               | جیمی کیمل زنده!                                                   | نامزدشده |
| ۲۰۱۳ | Primetime Emmy Award for Outstanding Writing for a Variety Series                                 | جیمی کیمل زنده!                                                   | نامزدشده |
| ۲۰۱۳ | Variety's Power of Comedy Award                                                                   | Variety's Power of Comedy Award                                   | برنده    |
| ۲۰۱۴ | People's Choice Award for Favorite Late Night Talk Show Host                                      | جیمی کیمل زنده!                                                   | نامزدشده |
| ۲۰۱۴ | Writers Guild of America Award for Comedy/Variety (including talk) series                         | جیمی کیمل زنده!                                                   | نامزدشده |
| ۲۰۱۴ | Producers Guild of America Award for Outstanding Producer of Live Entertainment & Talk Television | جیمی کیمل زنده!                                                   | نامزدشده |
| ۲۰۱۴ | American Comedy Award for Best Late Night Talk Show                                               | جیمی کیمل زنده!                                                   | نامزدشده |
| ۲۰۱۴ | Critics' Choice Television Award for Best Talk Show                                               | جیمی کیمل زنده!                                                   | نامزدشده |
| ۲۰۱۴ | Primetime Emmy Award for Outstanding Variety Series                                               | جیمی کیمل زنده!                                                   | نامزدشده |
| ۲۰۱۵ | People's Choice Award for Favorite Late Night Talk Show Host                                      | جیمی کیمل زنده!                                                   | نامزدشده |
| ۲۰۱۵ | Producers Guild of America Award for Outstanding Producer of Live Entertainment & Talk Television | جیمی کیمل زنده!                                                   | نامزدشده |
| ۲۰۱۵ | Writers Guild of America Award for Comedy/Variety (Including Talk) – Series                       | جیمی کیمل زنده!                                                   | نامزدشده |
| ۲۰۱۵ | Critics' Choice Television Award for Best Talk Show                                               | جیمی کیمل زنده!                                                   | نامزدشده |
| ۲۰۱۵ | Teen Choice Award for Choice Comedian                                                             | Teen Choice Award for Choice Comedian                             | نامزدشده |
| ۲۰۱۵ | Primetime Emmy Award for Outstanding Variety Talk Series                                          | جیمی کیمل زنده!                                                   | نامزدشده |
| ۲۰۱۶ | People's Choice Award for Favorite Late Night Talk Show Host                                      | جیمی کیمل زنده!                                                   | نامزدشده |
| ۲۰۱۶ | Critics' Choice Television Award for Best Talk Show                                               | جیمی کیمل زنده!                                                   | نامزدشده |
| ۲۰۱۶ | Writers Guild of America Award for Comedy/Variety (Music, Awards, Tributes) – Specials            | جیمی کیمل زنده! for "After the Oscars"                            | برنده    |
| ۲۰۱۶ | Primetime Emmy Award for Outstanding Variety Talk Series                                          | جیمی کیمل زنده!                                                   | نامزدشده |